# Nora McCarthy
Nora McCarthy (* 1. Februar 1958 in Cleveland) ist eine amerikanische Dichterin und Jazzsängerin.
Im Alter von zwanzig Jahren begann sie, Gedichte zu schreiben, die teilweise Musikern wie Charlie Parker, Bill Evans, Miles Davis, Dizzy Gillespie, Eric Dolphy, John Coltrane, Jeanne Lee oder Abbey Lincoln gewidmet sind. McCarthy schrieb auch Texte für einige Jazzstandards und Songs, etwa von J. J. Johnson, Antônio Carlos Jobim, Denny Zeitlin, Bill Evans, Sonny Rollins, Ornette Coleman oder Scott LaFaro. 1994 holte Lawrence Butch Morris sie als Solistin in seinen A Chorus of Poets. 
1998 veröffentlichte sie ihr erstes Album red&blue. Später arbeitete sie mit dem Bassisten Dominic Duval und seit 2001 mit dem Saxophonisten Jorge Sylvester in verschiedenen Formationen zusammen. Sie trat auch mit Frank Lacy, Jiunie Booth, Santi Debriano, Ken Filiano, James Weidman, Neal Creque und Wilson Pickett auf. Auch war sie in Lateinamerika und Südeuropa auf Tournee. 2008 wurde sie zum ersten Jazz & Poetry Marathon eingeladen. Auch ist sie auf Aufnahmen von George Brandon und von Gunter Hampel zu hören.

## Diskographische Hinweise
- A Small Dream in Red (2005)
- Circle Completing (2009)
- Toward a Hill of Joy (2011)
- Spirit Driven (2012)